# Politikåret 1839

## Händelser
- 19 april - Genom fördraget i London skiljs Belgien och Nederländerna åt. Luxemburg splittras samtidigt i en självständig del och en belgisk provins.[1]
- 17 oktober - Nicolai Krog efterträder Thomas Fasting som Norges förstestatsråd.[2]

### Fotnoter
1. ↑  ”19 April 1839: The Treaty of London” (på engelska). Luxembourgensia. 19 april 1839. http://luxembourgensia.blogspot.se/2013/04/19-april-1839-treaty-of-london.html. Läst 29 juli 2015.
2. ↑  ”Norway” (på engelska). World Statesmen. http://www.worldstatesmen.org/Norway.htm. Läst 1 augusti 2015.